# Doas
doas (“do as”)是一個用來以其他使用者身份執行指令的程式。系统管理员可以對其進行設定，賦予指定使用者執行特定指令的權限。其為以ISC許可證授權的自由及开放源代码软件，可在UNIX與類Unix操作系统中使用。
doas是由Ted Unangst為OpenBSD所開發的，是一種更簡單且更安全的sudo替代品。

## 歷史
doas最初由Ted Unangst開發，並於2015年10月與OpenBSD 5.8一同發布，取代了sudo。但OpenBSD仍然提供sudo作為可獨立安裝的軟體包。

## 設定
權限的定義皆編寫於設定檔/etc/doas.conf中。

### 範例
允許user1在不輸入密碼的情況下以root的身份執行procmap：
```
permit nopass user1 as root cmd /usr/sbin/procmap
```

允許wheel群組的成員以root身份執行任何指令：
```
permit :wheel as root
```

上方設定的簡化版本（但僅在安裝後，預設的使用者為root的情況下才有效）：
```
permit :wheel
```

允許wheel群組的成員執行任何指令（預設使用者為root的情況下），並記住他們輸入的密碼：
```
permit persist :wheel
```

## 移植與可用性
Jesse Smith的移植版doas被DragonFlyBSD、FreeBSD與NetBSD打包。據作者介紹，其也可以在illumos與macOS上運作。OpenDoas是Linux的移植版，被Alpine、Arch、Gentoo、GNU Guix、Hyperboloa、Manjaro、Parabola、NixOS、Ubuntu與Void Linux等散佈版打包。